# Preny (rejon święciański)
Preny (lit. Prienai) – wieś na Litwie, w okręgu wileńskim, w rejonie święciańskim, w gminie Maguny, przy granicy z Białorusią.

## Warunki naturalne
Wieś położona jest nad zakolem Wilii, przy ujściu do niej Bołoszanki. Obie te rzeki w okolicy Pren od 1991 wyznaczają granicę państwową. Ujście Bołoszanki jest najdalszym punktem w górę Wilii, leżącym w Republice Litewskiej.

## Historia
W XIX i w początkach XX w. położone były w Rosji, w guberni wileńskiej, w powiecie zawilejskim/święciańskim. Po I wojnie światowej pod administracją polską, w Zarządzie Cywilnym Ziem Wschodnich. W latach 1920–1922 w składzie Litwy Środkowej.
Od 11 kwietnia 1922 leżały w Polsce, w województwie wileńskim, w powiecie święciańskim, w gminie Kiemieliszki.
W 1931 kolonię wraz z osadą młyńską w 85 domach zamieszkiwały 442 osoby.
Miejscowość należała do parafii rzymskokatolickiej w Balinogródku. Podlegała pod Sąd Grodzki w Święcianach i Okręgowy w Wilnie; właściwy urząd pocztowy mieścił się w Kiemieliszkach.
Po II wojnie światowej w granicach Związku Sowieckiego. Po jego rozpadzie w 1991 główna część Pren znalazła się na Litwie, a ich niewielki fragment na Białorusi.